# Далият-эль-Кармель
Далият-эль-Кармель (ивр. דאלית אל-כרמל‎, араб. دالية الكرمل‎) — местный совет в Хайфском округе Израиля. Является крупнейшим и самым южным поселением друзов в Израиле.
Расположен примерно в 75 км к северо-востоку от центра Тель-Авива и в 13 км к юго-востоку от города Хайфа, на территории горного массива Кармель, на высоте 450 м над уровнем моря. Площадь совета составляет 9,0 км².
В 2003 году Далият-эль-Кармель был объединён с ближайшей друзской деревней Исфия, образовав город Кармель. В 2009 году новый город был обратно разделён на 2 местных совета.

## Население
По данным Центрального статистического бюро Израиля, население на начало 2020 года составляло 17 653 человека.
Большая часть населения — друзы.
Динамика численности населения по годам:
| 1961 | 1972 | 1983 | 1995   | 2001   | 2002   | 2009   | 2012   | 2016   |
| ---- | ---- | ---- | ------ | ------ | ------ | ------ | ------ | ------ |
| 4124 | 6140 | 8451 | 11 563 | 13 100 | 13 300 | 15 495 | 16 200 | 16 778 |